# 정도와 호도

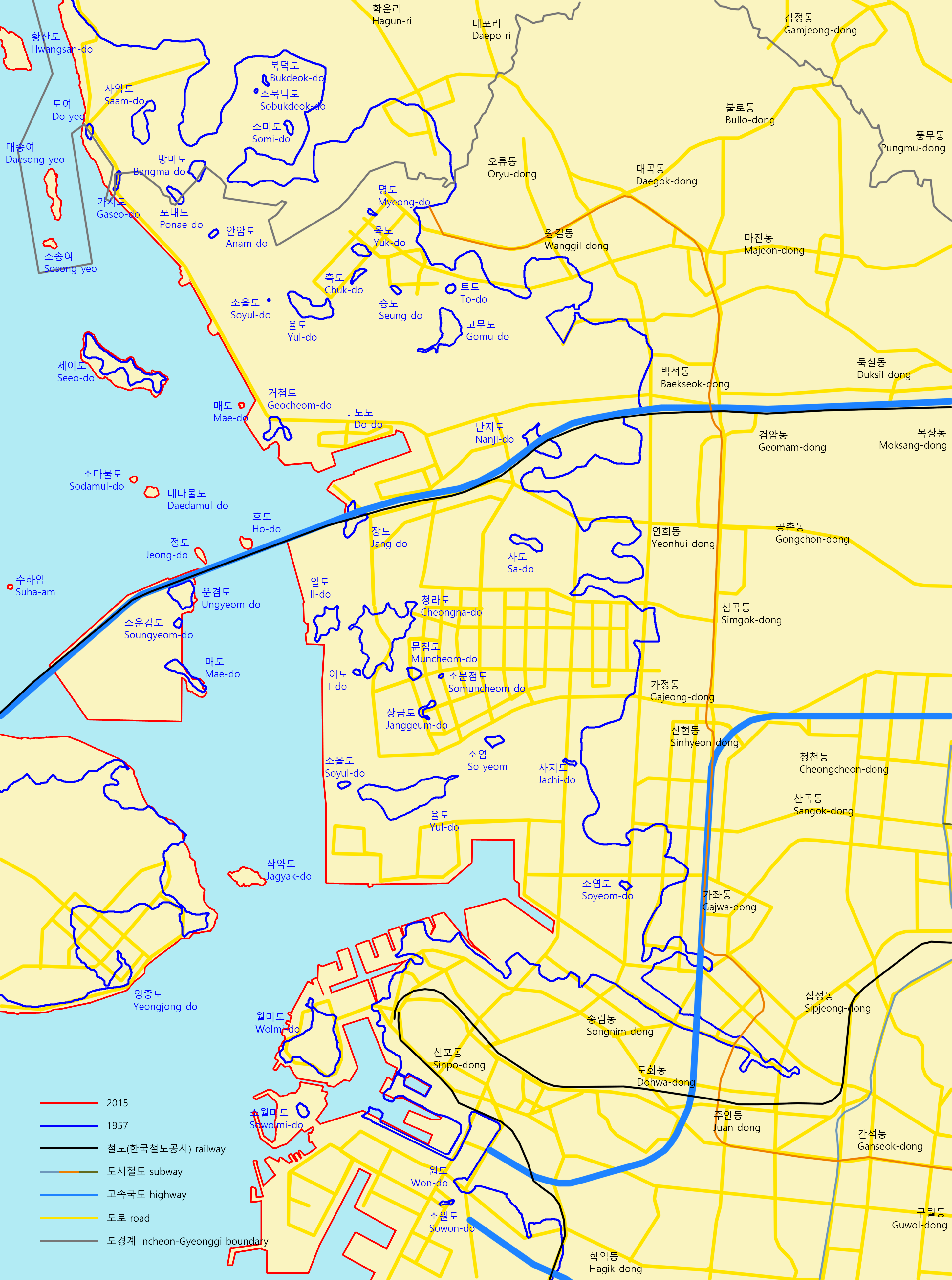
정도와 호도의 위치

정도와 호도(虎島, 범섬)는 인천광역시 서구에 속한 무인도로, 인천국제공항고속국도의 영종대교 인근에 있는 섬이다. 영종도의 부속섬인 운염도(운겸도)와 인천 육지 사이에 있다.
| 호도(가운데)와 정도(좌) 그리고 왼쪽아래쪽이 운겸도이다. |